# 구 통영청년단 회관
구 통영청년단 회관(舊統營靑年團會館)은 대한민국 경상남도 통영시에 있는 일제강점기의 건축물이다. 2002년 5월 31일 대한민국의 국가등록문화재 제36호로 지정되었다.

## 개요
3`1운동 주동자인 박봉삼 열사를 초대 단장으로 하여 30여명의 우국청년들이 민족의식을 고취하고 사회계몽운동을 벌이기 위해 결성한 통영청년단회관인 점에서 역사적 가치가 높다.

## 같이 보기
- 통영청년단

## 참고 자료
- 구 통영청년단 회관 - 국가유산청 국가유산포털